# Corning (Iowa)
Pour les articles homonymes, voir Corning.

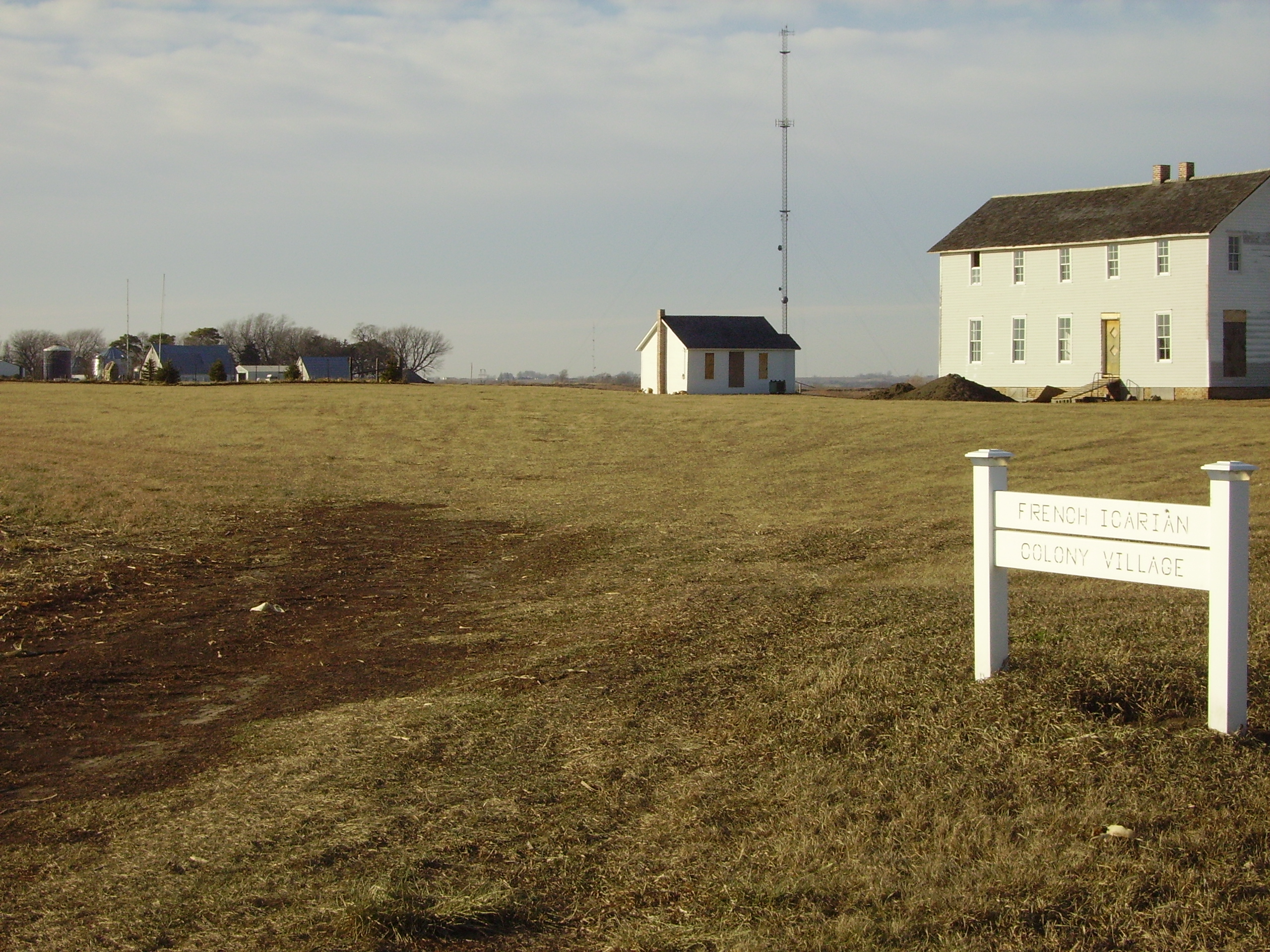
Bâtiments construits par les Icariens

La ville américaine de Corning est le siège du comté d’Adams, dans l’État de l’Iowa. Sa population, lors du recensement de 2000, était de 1 783 habitants.

## Histoire
Corning a été établie par les Icariens français en 1852. Les disciples d'Étienne Cabet sont partis de France en 1848. Ils sont venus à « Icaria » (Texas), puis à Nauvoo (Illinois) en 1849, avant de venir s'installer dans la région de Corning. Le plus grand groupe de colons est arrivé en 1858 avec l'intention de vivre à la mode communautaire s'accordant aux idéaux utopiques du livre de Cabet Voyage en Icarie. C'est dans cette cité que les Icariens sont restés le plus longtemps aux États-Unis, demeurant jusqu'en 1898.
L'État d'Iowa va reconstituer l'endroit original de la colonie pour en faire un site historique. Chaque année en juin, Corning célèbre la « Fête de l’héritage français ».

## Personnalités liées à la ville
Johnny Carson est né à Corning en 1925.

## Source
- (en) Cet article est partiellement ou en totalité issu de l’article de Wikipédia en anglais intitulé « Corning, Iowa » (voir la liste des auteurs).